# Mare Spumans
Das Mare Spumans (lateinisch für „Schäumendes Meer“) ist ein Mondmeer südlich des Mare Undarum auf dem Erdmond. 
Es befindet sich auf den selenographischen Koordinaten 1° N; 65° O und hat einen mittleren Durchmesser von 140 km.